# Renata Zatti Cicuttini
Renata (Maria Anna Linda) Zatti coniugata Cicuttini (Casarsa della Delizia, 5 aprile 1932 – Bruxelles, 4 settembre 2003) è stata una pianista, compositrice e violoncellista italiana.

## Biografia
Iniziò lo studio del pianoforte nel 1941 con Wanda Malipiero. Successivamente al Conservatorio Cesare Pollini di Padova dove si diplomò nel 1952 seguita da Tiberio Tonolli.. Nel 1953 si sposò con Amelio Cicuttini, l'anno seguente seguì il marito negli Stati Uniti, dove diede alla luce la prima figlia Maria Teresa. Tornò a Castelmassa sul Po, dove visse con la famiglia fino al 1960. Nel corso degli anni nacquero Maria Alessandra (1956), Maria Paola (1957) e Ada Maria (1960).
Nel 1960, trasferitasi a Zurigo, riprese a suonare il pianoforte. Contemporaneamente, ebbe le sue prime esperienze compositive, consistenti in piccoli brani per bambini. Nel 1965, la famiglia Cicuttini-Zatti si trasferì a Buenos Aires; quindi, durante il 1968, dopo un breve periodo a Padova,  si trasferì a Etterbeek e definitivamente a Sterrebeek (Bruxelles). La Zatti prese lezioni di pianoforte e musica da camera da Jenny Solheid (1909-2002), pianista che insegnava presso il Conservatoire Royal a Bruxelles, e pensò di dedicarsi alla composizione musicale..
I primi brani, composti per il proprio strumento, il pianoforte, hanno carattere di brevi esercizi, (Per un piccolissimo trio di bambine, del 1972, Dans le style d'une marche, 1975). Fin dai primi esperimenti creativi, condusse una ricerca musicale caratterizzata da una libera atonalità. Reflets (1976), è la prima opera pubblicata (ed. Maurer, 1977), e fu seguita da 5 Préludes per pianoforte (1981). Tra il 1981 e il 1982 compose Esaltazione musicale, che costituisce la prima parte di un'opera più ampia dal titolo Controcanto per un mistico (1981-1991)..
A partire dal 1984, la sua musica si basa su suggestioni provenienti dalla lettura di testi, poesie e riflessioni. I brani diventano una specie di musica a programma, e perdono il testo solo nel momento in cui la partitura diventa definitiva. Iniziò in questi anni una riflessione sulla composizione musicale, le forme, l'estetica, che sfocerà nella compilazione di un volume postumo dal titolo Invenzione musicale; il libro sviluppa il tema della creatività musicale sotto forma di dialogo tra l'insegnante Renata Zatti e l'allievo dodicenne Carlo Zatti. L'ultima parte del volume consiste in un dialogo tra R (Renata) e Claudio Monteverdi, Jean-Baptiste Lully, Johann Sebastian Bach.
Nel 1983 iniziò a scrivere brani anche per strumenti aerofoni e per la famiglia degli archi. Nel 1986 decise di intraprendere lo studio del violoncello. Compose, tra gli altri, il brano Le Vautour, per tre voci parlate e piano (1988), eseguito dal TEMV - Théâtre Experimental de Musique Vivante di Piotr Lachert. A partire dal 1989 scrisse per flauto e pianoforte.
Nel 1995, un ruolo importante nella formazione e crescita musicale di Renata Zatti fu ricoperto dalla compositrice, pianista e didatta belga Jacqueline Fontyn (Anversa, 1930). Nello stesso anno, Renata iniziò a collaborare con il marito Amelio Cicuttini nella sua attività di liutaio, nella costruzione e nelle prove di strumenti ad arco da lui costruiti.
Dal 1999 fece parte del Frauenmusik Forum Schweiz e di Suono Donne, associazione di Milano fondata nel 1994 e diretta da Esther Flückiger. In questo periodo ebbe collaborazioni con la scrittrice e giornalista Maurizia Rossella  e lo scultore e amico Karl Lukas Honegger (1902-2003).
Morì a Bruxelles per un male incurabile il 4 settembre 2003.
Le sue composizioni sono state eseguite dall'arpista Alessandra Trentin, Rose-Marie Soncini, Sonia Grandis, Luisa Sello.

## Il Fondo Renata Zatti Cicuttini
Alla morte di Renata Zatti, il vedovo Amelio Cicuttini decise di riordinare i materiali della moglie conservati in casa e di consegnarli nella loro interezza al Dipartimento di Beni Culturali dell'Università degli Studi di Padova. Il Fondo comprende materiale cartaceo, audio, la biblioteca privata, il pianoforte della compositrice (Steinway & Sons del 1913), un busto della compositrice realizzato da Karl Lukas Honegger, una tastiera muta da viaggio, un gesso delle mani della compositrice eseguito dalla scultrice Ada Cicuttini.

Le fonti musicali sono state oggetto di studio in un volume monografico.

## Opere (selezione)
- A Georg Trakl (1974) for piano[7]
- Reflets (1977)
- Été dernier (1977)
- 5 préludes (Vajont), Preludio d'autunno, Serenata a papà, Tranquillité de la nature sauvage, Un conte pour Alessandra (1981)
- Ars amata prima (1989)
- Controcanto per un mistico (composto dal 1981 al 1991)
- Silenzio-Passato-Solo i Pesci(2000)[8]
- Suite per flauti (2003).

La lista completa delle opere è visibile nel sito ufficiale, con estratti audio.

## Discografia
- 2001 - Fra nord e sud: le musiche delle donne nel duemila - (Lira Classica Records, LR CD 082)